# Вилла Елена
Вилла «Елена» — пятиэтажная гостиница начала XX века в городе Ялта. Восстановлена в начале XXI века. Адрес: ул. Архитектора Краснова, 2

## История
В 1907 году саратовский купец Иван Васильевич Тихомиров купил дачу «Дарсана» (так называлось здание, которое находилось на месте нынешней Виллы Елены с 1877 по 1907 годы). Спустя некоторое время Тихомиров решил полностью перестроить здание. Проект он заказал известному ялтинскому архитектору Льву Николаевичу Шаповалову (1873—1957). (По проектам Л. Н. Шаповалова в Ялте построены дома писателя А. П. Чехова, князя А. Чингиза, здание Ялтинского городского театра, церковно-приходской школы собора Александра Невского и многие другие.)

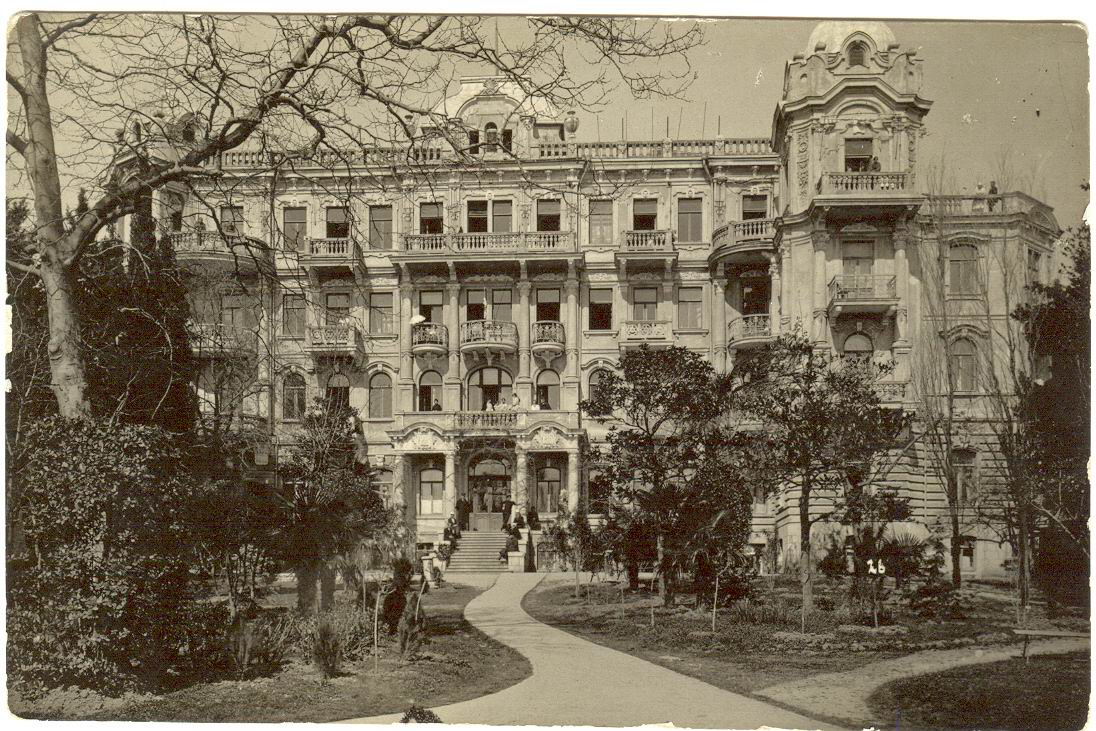
Гостиница на дореволюционном фото

Строительство виллы было закончено к осени 1912 года. На момент постройки Вилла была самым высоким зданием Ялты, имела собственный парк и подъемную машину (лифт). С 1912 до 1918 года «Вилла Елена» принимала знатных персон, как гостиница 1-го класса, которой управляла жена купца Тихомирова — Елизавета Ивановна.
16 сентября 1912 газета «Русская Ривьера» (№ 208) поместила объявление об открытии комфортабельно-меблированной гостиницы «Вилла Елена» на Набережной. Более подробная информация о новой гостинице была опубликована в путеводителях того времени. В «Путеводителе по Крыму» Г.Москвича за 1913 г. написано:

Четырёхэтажное здание построено в 1912 году по проекту архитектора Л. Н. Шаповалова в стиле модерн. Устроена по образцу лучших заграничных отелей, со всеми новейшими усовершенствованиями и удобствами, не имеющимися в других гостиницах г. Ялты, как: подъемная машина, центральное водяное отопление, в каждом номере проведена вода, обширная терраса с великолепным видом на море и горы, гостиная, читальня, ванны. Все номера с балконами обращены на юг и выходят в большой декоративный сад. Благодаря прекрасному местоположению гостиницы, удалена от городского шума, пыли, ветров. Первоклассный ресторан. Номера отдаются посуточно и помесячно. Цены умеренные. Телефон № 515.
Дело Тихомировых процветало. Их единственная дочь вышла замуж за «окончившего университет мещанина г. Ялты» Фёдора Алексеевича Рофе-Черкасова, сына владельца ванного заведения на Набережной. Первая внучка Тихомировых — Татьяна — родилась в 1910 году, вторую — Тамару — крестили через 4 дня после открытия «Виллы Елена» 20 сентября 1912 года. Мирную жизнь семьи разрушила большевистская революция. После установления в Крыму советской власти (осень 1920 года) Вилла «Елена» была национализирована.
В 1928 году в здании виллы «Елена» был основан Климато-фтизиатрический лечебный институтом имени. Н. А. Семашко.

## Современное состояние
В период правления советской власти здание использовалось как здравница, а позже как курортная поликлиника.
В 2000 году началась полная реставрация, которая закончилась в 2007 году. В 2007 году Вилла Елена вновь распахнула двери как Villa Elena Hotel & Residences..
В 2011 году отель «Вилла Елена» получил официальный статус пятизвездочного отеля, также, как и 100 лет назад, отель отвечает всем соответствующим стандартам своей эпохи. За последние годы отель посетили многие мировые звезды, политики и бизнесмены: так в самом дорогом номере останавливались Дженнифер Лопес, Алла Пугачева, Игорь Крутой, Григорий Лепс, Филипп Киркоров, Валерий Леонтьев, Маша Распутина и другие, также отель принимал официальные делегации из различных стран.
В 2012 году было открыто современное здание отеля на 32 роскошных номера с конференц-залом, рестораном «Гранд Терраса» и СПА-центром.